# Marian Szymański (1923–2013)
Marian Szymański ps. „Wędzidło" (ur. 18 października 1923 we wsi Leonów, powiat łowicki, zm. 25 lutego 2013 w Radomsku) – polski działacz harcerski, a także działacz konspiracji niepodległościowej w czasie II wojny światowej oraz powojennego podziemia antykomunistycznego, trener lekkoatletyki.

## Życiorys

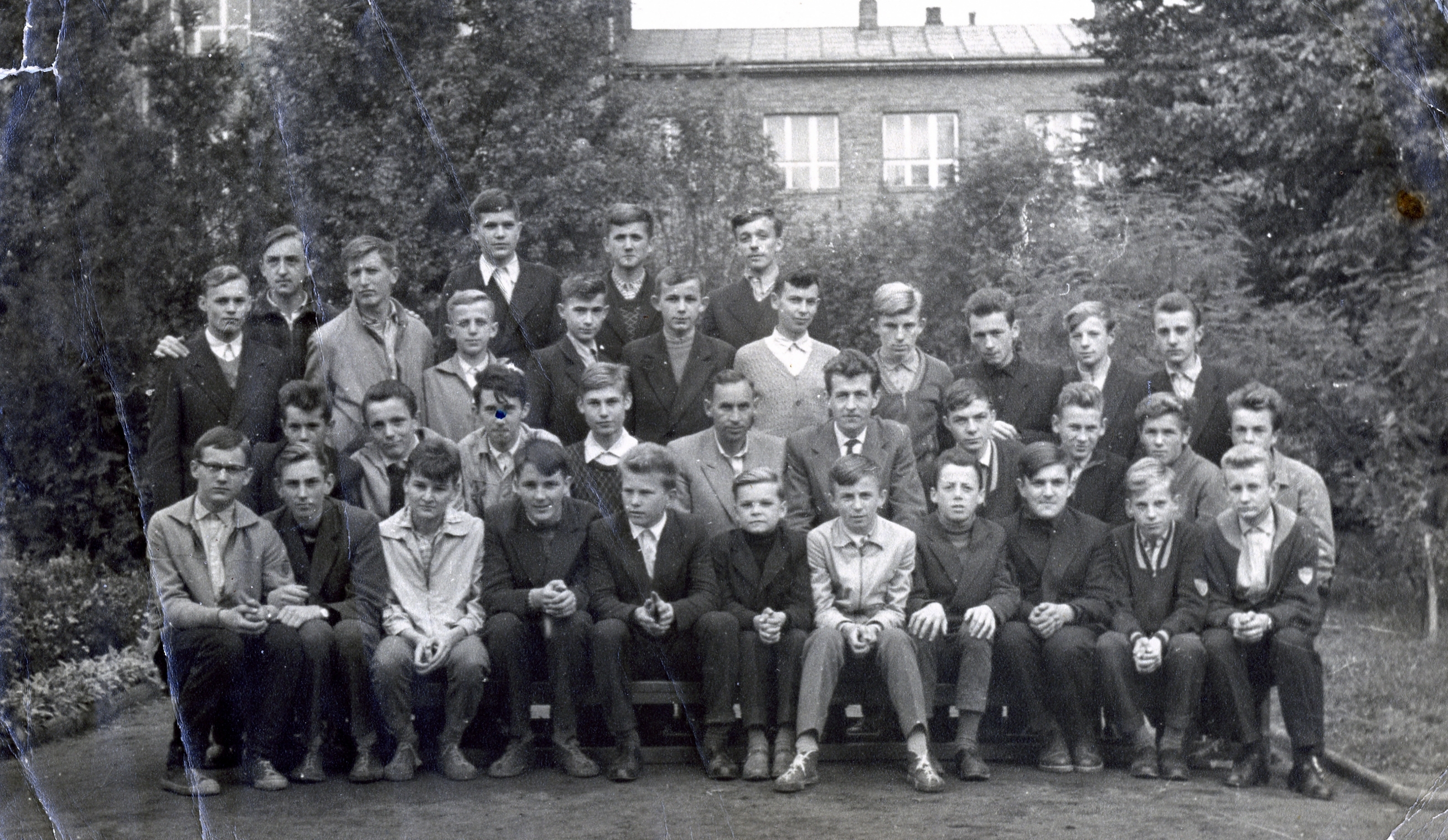
Prof. Marian Szymański i prof. Jan Musiał z uczniami I LO w Radomsku, rok 1960.

Od 1936 członek ZHP, podharcmistrz, Harcerz Orli. We wrześniu 1939 pełnił służbę w Wojennym Pogotowiu Harcerzy, a w okresie okupacji niemieckiej, w konspiracyjnym harcerstwie, Polskiej Organizacji Skautowej i Szarych Szeregach hufca „Łoza" w Łowiczu. Był współorganizatorem tej organizacji i dowodził II drużyną Grup Szturmowych. Był żołnierzem Armii Krajowej. Brał czynny udział w akcjach skierowanych przeciwko okupantowi niemieckiemu. W kwietniu 1943 został aresztowany przez Gestapo i po pół roku wykupiony z więzienia tzw. Gęsiówki w Warszawie. W grudniu 1944 dowodził akcjami zdobywania broni, niszczenia bimbrowni oraz przeciwko konfidentom Gestapo. W czasie Akcji „Burza” dowodził akcją zdobycia żywności z niemieckiego majątku w Nieborowie, przeznaczonej dla zgrupowania AK w Kampinosie. We wrześniu i październiku 1944 uczestniczył w ochronie zrzutowiska „STA-CHLEW". W marcu 1945 uczestniczył w akcji zbrojnej na więzienie w Łowiczu, w wyniku której uwolniono 80 żołnierzy AK, w tym aresztowanych przez UB i NKWD członków Szarych Szeregów. Po akcji uniknął aresztowania i ukrywał się pod nazwiskiem Edward Grabowski, nie przerywając działalności konspiracyjnej. Ujawnił się w marcu 1947, w okresie Polski Ludowej. W latach 1952–1955 był aresztowany przez władze socjalistyczne za działalność w podziemnej organizacji niepodległościowej.
Po ukończeniu w 1957 roku studiów wyższych na Akademii Wychowania Fizycznego podjął pracę nauczyciela WF w I Liceum Ogólnokształcącym w Radomsku i trenera lekkiej atletyki w MKS Radomsko. Wychował mistrzów i reprezentantów Polski w lekkiej atletyce. Dla uczczenia jego pamięci, corocznie organizowany jest w Radomsku bieg uliczny – „Memoriał Mariana Szymańskiego”.
Zmarł 25 lutego 2013 i został pochowany w grobie rodzinnym na cmentarzu „Emaus” w Łowiczu.